# Sympetrum vicinum
Sympetrum vicinum – gatunek ważki z rodziny ważkowatych (Libellulidae). Występuje na terenie Ameryki Północnej.